# 마지막 전투

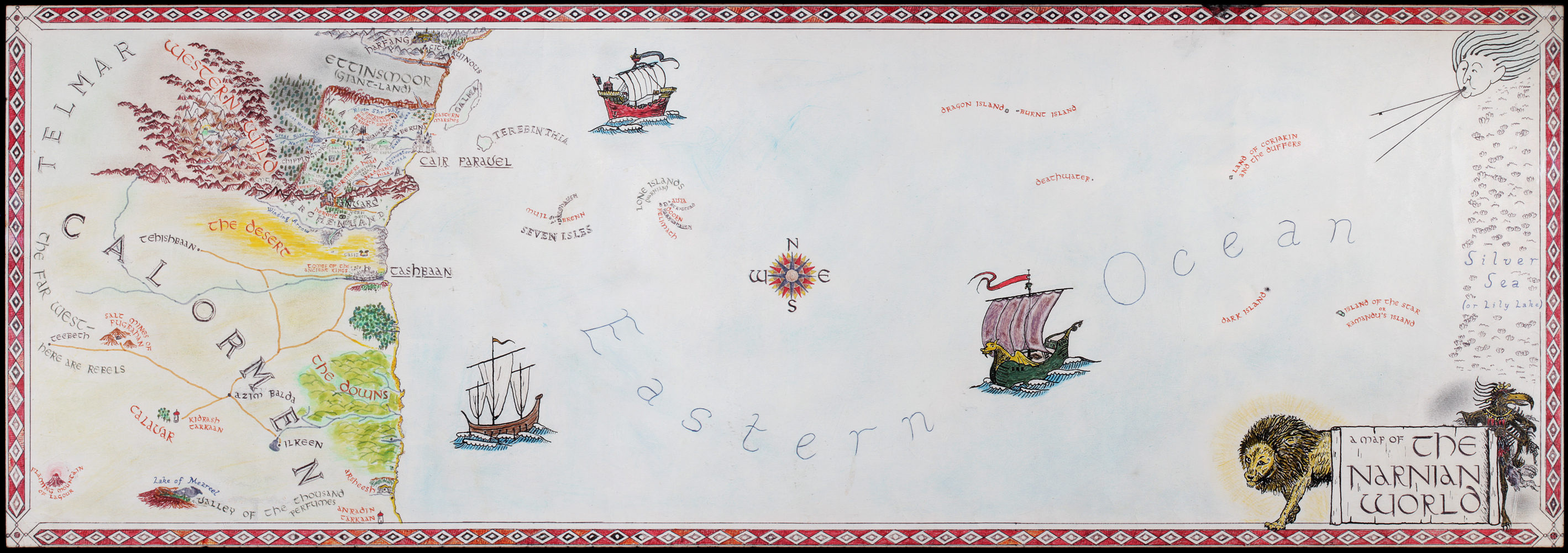

《마지막 전투》(영어: The Last Battle)는 영국 작가인 C.S.루이스의 《나니아 연대기》시리즈 중 하나이다. 나니아의 마지막에 해당하며, 1953년 봄에 완성되었고 1956년에 출판되었다.
원숭이 시프트는 콜드런 웅덩이로 떠내려온 사자 가죽을 당나귀 퍼즐에게 씌워서 아슬란인 척 하며 나니아를 칼로르멘에 넘기려고 한다.나니아의 마지막 왕, 티리언이 시프트에게 잡혔을 때, 유스터스와 질이 나니아로 와서 티리언 왕을 구한다. 하지만 나니아는 칼로르멘에게 정복당하고 만다. 시프트가 타슐란(아슬란과 타슈의 합성어)이 있다고 하는 마구간에는 아슬란과 디고리, 폴리, 피터, 에드먼드, 루시와 아슬란이 있었고, 티리언 왕은 이들을 만나게 된다. 나니아가 있는 세계는 종말을 맞고,나니아의 착한 국민들은 새 나니아에서 행복하게 살게 된다.